# La Vérité (film, 2019)
Pour les articles homonymes, voir La Vérité.
Pour plus de détails, voir Fiche technique et Distribution.
La Vérité est un film franco-japonais réalisé par Hirokazu Kore-eda, sorti en 2019.
Il est présenté à la Mostra de Venise 2019.

## Synopsis
Grande vedette de cinéma, Fabienne change la perception que le public a d'elle en publiant ses mémoires. À sa demande, sa fille installée aux États-Unis revient en France avec sa famille. La relation entre les deux femmes a toujours été difficile, et les retrouvailles vont être douloureuses.

## Fiche technique
Sauf indication contraire, les informations mentionnées dans cette section peuvent être confirmées par la base de données cinématographiques IMDb,  présente dans la section « Liens externes ».
- Titre français original : La Vérité
- Titre japonais : 真実 (Shinjitsu?)
- Titre international anglophone : The Truth
- Réalisation, scénario et montage : Hirokazu Kore-eda
- Direction artistique : Riton Dupire-Clément
- Décors : Riton Dupire-Clément
- Directeur de la photographie : Éric Gautier
- Musique : Alexei Aigui
- Son : Jean-Pierre Duret
- Mixage : Emmanuel Croset
- Producteurs : Muriel Merlin, Miyuki Fukuma, Nathalie Dennes et Matilde Incerti
- Sociétés de production : 3B Productions, Bunbuku, M.I. Movies et France 3 Cinéma[1]
- SOFICA : Cinécap 2, Cinémage 13, Cofinova 15, Indéfilms 7
- Sociétés de distribution : Le Pacte (France), Wild Bunch (international), Gaga Corporation (Asie)
- Pays d'origine :  France,  Japon
- Langues originales : français, anglais
- Genre : drame
- Format : couleur - 1.85:1
- Durée : 106 minutes
- Dates et lieux de tournage : 42 jours d'octobre à décembre 2018 à Paris, Orly et aux Studios d'Épinay
- Dates de sortie :
  - Italie : 28 août 2019 (Mostra de Venise 2019)[2]
  - Japon : 11 octobre 2019[3]
  - France : 25 décembre 2019[4]

## Distribution
- Catherine Deneuve : Fabienne Dangeville, actrice connue qui vient de publier ses mémoires
- Juliette Binoche : Lumir, fille de Fabienne, scénariste aux États-Unis
- Ethan Hawke : Hank, époux de Lumir, acteur de second plan
- Clémentine Grenier : Charlotte, fille de Lumir et Hank
- Manon Clavel : Manon Lenoir, actrice qui joue la mère d'Amy
- Ludivine Sagnier : l'actrice qui joue Amy à 38 ans
- Alain Libolt : Luc Garbois, secrétaire particulier de Fabienne
- Christian Crahay : Jacques, compagnon de Fabienne
- Roger Van Hool : Pierre, ex de Fabienne et père de Lumir
- Laurent Capelluto : le journaliste qui interviewe Fabienne
- Jackie Berroyer : le cuisinier du restaurant
- Maya Sansa
- Sébastien Chassagne : le réalisateur du film
- Helmi Dridi : le chauffeur de Fabienne
- Virgile M'Fouilou : le vendeur d'art africain
- Zoé Van Herck : l'assistante de plateau
- Hannah Castel : l'actrice qui joue Amy à 10 ans
- Maylis Dumon : l'actrice qui joue Amy à 17 ans
- Damien Dorsaz : l'acteur qui joue le père d'Amy

## Production

### Tournage
Le film est en partie tourné dans le quartier Arago, dans le 14e arrondissement de Paris.
Le tournage s'est achevé en décembre 2018. Juliette Binoche souligne qu'il s'agit d'une comédie.

## Accueil

### Critiques
Le film reçoit globalement de bonnes critiques de la part de la presse et obtient la moyenne de 3,7/5 sur Allociné.
L'Obs a trouvé la prestation de Catherine Deneuve incroyable dans le film : « Ce n’est pas le meilleur film du cinéaste d’« Une affaire de famille », palme d’or au dernier Festival de Cannes, mais c’est le meilleur portrait, en biais, de Catherine Deneuve, aujourd’hui encombrée par sa légende, obligée de toujours dissimuler ses sentiments, et boulimique de travail – comme si chaque nouveau rôle lui donnait un sursis provisoire et chaque tournage, une illusoire cure de jouvence. »
La Croix a apprécié le film et dit que « Malgré certaines maladresses, le réalisateur parvient à instiller de l’humour et de l’autodérision dans cette nouvelle exploration des liens familiaux et y ajoute une mise en abyme réjouissante sur la vérité et le mensonge en faisant jouer à Catherine Deneuve un personnage qui lui ressemble. »

### Box-office
| Pays ou région | Box-office      | Date d'arrêt du box-office | Nombre de semaines |
| -------------- | --------------- | -------------------------- | ------------------ |
| France         | 373 603 entrées | 3 mars 2020                | 10                 |
| Total mondial  | 5 115 484 $     | -                          | -                  |

## Distinction

### Sélection
- Mostra de Venise 2019 : en compétition officielle et film d'ouverture[2]

### Articles de presse
- Propos recueillis par Yves Alion, « A l'occasion de la sortie de La Vérité, entretien avec Hirokazu Kore-Eda », L'Avant-scène Cinéma, no 668/669, Alice Edition, Paris, décembre 2019/janvier 2020, p. 206-211,  (ISSN 0045-1150)
- William Le Personnic, « Affaires de famille », Positif, no 707, Institut Lumière/Actes Sud, Paris, janvier 2000, p. 35,  (ISSN 0048-4911)
- Olivier Pélisson, « Sonate d'automne », Bande à part, 22 décembre 2019